# Wilf Copping
Wilfred Copping – detto Wilf – (Barnsley, 17 agosto 1907 – Southend-on-Sea, 31 maggio 1980) è stato un calciatore inglese.

## Palmarès

### Club

#### Competizioni nazionali
- Campionato inglese: 2

Arsenal: 1934-1935, 1937-1938
- Coppa d'Inghilterra: 1

Arsenal: 1935-1936
- Community Shield: 2

Arsenal: 1934, 1938